# (9572) 1988 RS6
1988 أر أس 6 (ويعرف أيضًا باسم (9572) 1988 أر أس 6 وفق تسمية الكوكب الصغير) (بالإنجليزية: 1988 RS6)‏ هو كويكب ضمن حزام الكويكبات؛ وترتيبه 9572 من حيث الاكتشاف.
اكتُشف هذا الجُرم الفلكي بواسطة هنري ديبهون في 8 سبتمبر 1988.

## وصلات خارجية
- (9572) 1988 RS6 في قاعدة بيانات مختبر الدفع النفاث لأجرام النظام الشمسي الصغيرة

- الاكتشاف · مخطط المدار ·  العناصر المدارية · المعلمات المادية

- (9572) 1988 RS6 على موقع ويكي سكاي: DSS2, SDSS, GALEX, IRAS, Hydrogen α, X-Ray, Astrophoto, Sky Map, Articles and images